# Ptéleo (Jonia)

Mapa con algunas de las antiguas ciudades griegas en Jonia, donde se aprecia la ubicación de Ptéleo, enfrente de Quíos y próxima a Eritras.

Ptéleo (en griego, Πτελεόν) es el nombre de una antigua colonia griega de Jonia.
Fue miembro de la Liga de Delos puesto que aparece mencionada en registros de tributos a Atenas al menos entre los años 450/49 y 430/29 a. C.
Es citada por Tucídides, que la sitúa en territorio de Eritras y dice que, al igual que Sidusa era un lugar fortificado que fue usado por el ejército ateniense bajo el mando de León y Diomedonte para atacar posiciones de Quíos en el año 412 a. C. Al invierno siguiente Astíoco, al mando de naves lacedemonias junto con otras de Quíos, atacó Ptéleo, pero no logró tomarla.